# سيرخيو راموس
سيرخيو راموس غارسيا (تلفظ بالإسبانية: ‎/ˈseɾxjo ˈramoz ɣaɾˈθi.a/‏؛ مواليد 30 مارس 1986) هو لاعب كرة قدم إسباني يلعب كقلب دفاع مع نادي مونتيري في الدوري المكسيكي الممتاز. وقد لعب أيضًا ظهيرًا أيمن في وقت سابق من مسيرته المهنية. يُنظر إلى راموس من الكثيرين على أنه أحد أفضل المدافعين في التاريخ، وقد حظي أيضًا بالثناء والإشادة على قدراته في التمرير وتسجيل الأهداف.
بعد لعبه في أكاديمية إشبيلية للشباب، انتقل راموس إلى ريال مدريد في صيف عام 2005. ومنذ ذلك الحين، أصبح هو الدعامة الأساسية لريال مدريد، حيث فاز بـ22 بطولة من ضمنها خمسة ألقاب في الدوري الإسباني وأربعة ألقاب في دوري أبطال أوروبا، وأصبح واحداً من أفضل هدافي الدوري الإسباني من الخط الدفاعي. لعب دوراً أساسياً في حصول ريال مدريد على جميع الأبطال الأربعة في دوري أبطال أوروبا، حيث تم اختياره في تشكيلة الاتحاد الأوروبي لكرة القدم في المرات الأربعة. كما سجل هدف التعادل في الدقيقة 93 في نهائي 2014.
بجانب ليونيل ميسي إنه اللاعب الوحيد الذي سجل في أكثر من 15 مواسم متتالية من الدوري الإسباني. اُختير ضمن تشكيلة العام للفيفا عشر مرات، وهو الرقم القياسي للمدافعين والثالث على الإطلاق، وتم اختياره لجائزة اليويفا لأفضل فريق ثماني مرات، وهو أيضًا رقم قياسي للمدافعين والثالث على الإطلاق. كما أنه حصل على جائزة أفضل مدافع في الدوري الإسباني برقم قياسي وهو خمس مرات، وكان ضمن فريق الدوري الإسباني لموسم 2015–16.
على الصعيد الدولي، مثَّل راموس المنتخب الإسباني في أربع بطولات كأس العالم وثلاث بطولات من بطولة أمم أوروبا. فاز بكأس العالم 2010 وبطولة أمم أوروبا في عامي 2008 و‌2012، واُختِير ضمن فريق الأحلام لكأس العالم 2010، وفريق البطولة لبطولة أمم أوروبا 2012. وقد شارك لأول مرة في سن 18 وفي عام 2013، أصبح أصغر لاعب يصل إلى المباراة رقم 100 مع إسبانيا عبر التاريخ. يحمل راموس حاليًا الرقم القياسي باعتباره أحد أكثر اللاعبين مشاركة في تاريخ المنتخب الإسباني، وهو عاشر أفضل هدافي المنتخب. كما أنه يحمل الرقم القياسي لأكبر عدد من الانتصارات الدولية مع إسبانيا، حيث فاز في 131 مباراة.

## مسيرته الكروية

### إشبيلية
ولد في كاماس،إشبيلية، أندلوسيا، بدأ راموس مسيرته الكروية مع نادي إشبيلية المحلي، حيث شارك معهم من خلال أكاديمية الشباب للنادي جنبا إلى جنب مع خيسوس نافاس وأنتونيو بويرتا. شارك لأول مرة مع الفريق الأول -في الدوري- في 1 فبراير 2004، بعد دخوله كبديل في الدقيقة 64 لفرانسيسكو جلاردو في مباراة خسروا فيها بنتيجة 1–0 أمام ديبورتيفو لاكورونيا.
في موسم 2004–05، شارك راموس في 41 مباراة حيث احتل إشبيلية المركز السادس وتأهل لكأس الاتحاد الأوروبي، وسجل في مبارياته ضد ريال سوسيداد 2–1، وريال مدريد 2–2. في تلك النسخة من البطولة الأوروبية، سجل أول هدف قاري له، ليساعد فريقه على الفوز 2–0 أمام ناسيونال ماديرا في ملعب رامون سانشيز بيزخوان في الجولة الأولى (4–1 المجموع).

### ريال مدريد

#### 2005–09: رسوم الانتقال القياسية والأيام المبكرة

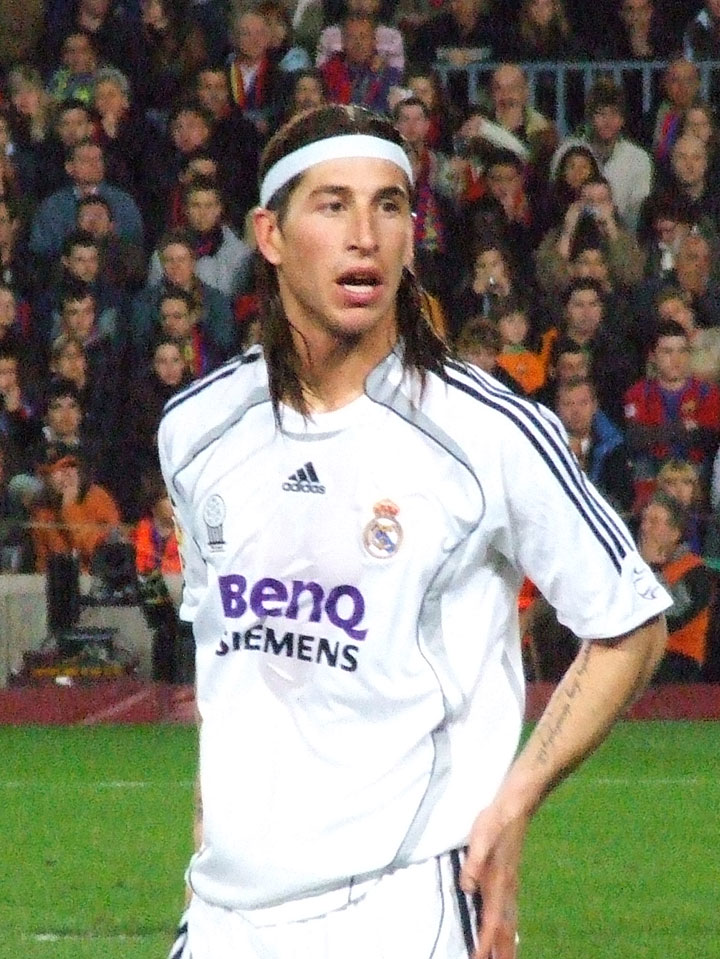
راموس مع ريال مدريد في مارس 2007

في صيف 2005، تم انتقال راموس إلى ريال مدريد مقابل 27 مليون يورو، وهو رقم قياسي بالنسبة لمدافع إسباني آنذاك. كان اللاعب الإسباني الوحيد الذي جُلِب خلال الفترة الأولى لفلورنتينو بيريز كرئيس لريال مدريد.
في النادي، أُعطِي راموس القميص رقم 4، الذي كان يرتديه سابقاً فرناندو هييرو. في 6 ديسمبر 2005، سجل هدفه الأول مع المرينيجي، في مباراة الخسارة في مرحلة المجموعات بدوري أبطال أوروبا 1–2 أمام أولمبياكوس.
خلال مواسمه الأولى، لعب راموس في مركز الدفاع، كما تم استخدامه كلاعب وسط دفاعي في بعض الأحيان للضرورة. ومع ذلك، مع وصول كريستوف ميتسلدر وبيبي في موسم 2007–08، تم تغيير مركزة مرة أخرى إلى الظهير الأيمن. في مواسمه الأربعة الأولى في ريال مدريد، أظهر راموس غريزة تهديفية غير معتادة لكثير من المدافعين، حيث سجل أكثر من 20 هدفًا بشكل عام. حصل أيضًا على التسع بطاقات الحمراء الأولى من أصل الـ 24 التي تحصل عليها خلال مسيرته مع النادي، بما في ذلك أربعة بطاقات حمراء في أول موسم له. جاءت أول بطاقة حمراء له بعد مخالفتين في مباراة الخسارة خارج ملعبه أمام إسبانيول في 18 سبتمبر 2005.
خلال موسم 2006–07، سجل راموس خمسة أهداف، بما في ذلك هدف في تعادل 3–3 أمام برشلونة، حيث فاز ريال مدريد ببطولة الدوري الإسباني رقم 30.
في 4 مايو 2008، صنع هدف غونزالو هيغواين في الدقيقة 89 ضد أوساسونا في مباراة الفوز 2–1 خارج ملعبه، المباراة التي منحت بطولة الدوري رقم 31 لريال مدريد. في اليوم الأخير من الموسم، سجل هدفين في مباراة الفوز 5–2 على أرضه ضد ليفانتي الهابط رسمياً؛ رفعت هذه الأهداف رصيده في الدوري لموسم 2007–08 إلى خمسة أهداف.
في 24 أغسطس 2008، سجل راموس في مباراة الإياب من كأس السوبر الإسباني 2008 ضد فالنسيا، محرزًا هدف التقدم بالنتيجة 2–1 في الفوز مباراة الفوز 4–2 (6–5 في مجموع المباراتين). جاء هذا الفوز على الرغم من لعب ريال مدريد بتسعة لاعبين فقط لفترة طويلة من المباراة بعد طرد رافاييل فان در فارت ورود فان نيستلروي. على الرغم من أن راموس شهد انخفاضًا طفيفًا في مستواه خلال الجزء الأول من موسم 2008–09، إلا أنه عاد إلى أفضل حالاته في 11 يناير 2009، عندما سجل من كرة البهلوانية في مباراة الانتصار 3–0 أمام مايوركا. واصل مسيرته التهديفية في الأسبوع التالي في مباراة الفوز 3–1 على أرضه ضد أوساسونا.
تم اختيار راموس في كل من فريق العام من الويفا لعام 2008، وفريق الفيفا لموسم 2007–08. كما حصل على المركز 21 في الترشيح لأفضل لاعب في أوروبا لعام 2008.

#### 2009–15: سطوع نجمه ومكانه الأساسي في الفريق

##### موسم 2009–10

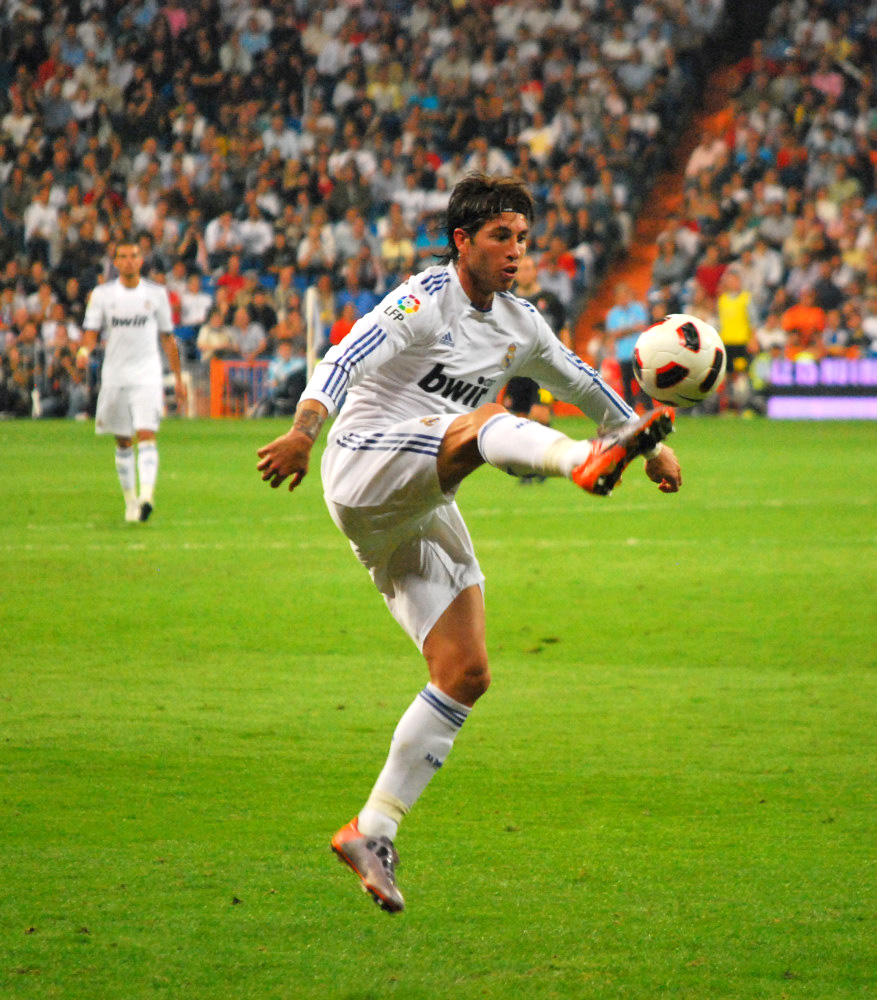
راموس يلعب مع ريال مدريد في أكتوبر 2010

في بداية موسم 2009–10، أُختِير راموس كواحد من قادة ريال مدريد الأربعة. ولأن بيبي أصيب بإصابة خطيرة في الركبة خلال هذا الموسم، اِعتُمِدَ على راموس قلبًا للدفاع. سجل أربعة أهداف في 33 مباراة بالدوري. وفي 21 فبراير 2010، لعب مباراته الرسمية رقم 200 لفريق العاصمة ضد فياريال (المباراة رقم 150 في الدرجة الأولى). على الرغم من الصفقات، أنهى لوس بلانكوس الموسم دون التتويج بأي بطولة.

##### موسم 2010–11
في خسارة ريال مدريد 0–5 أمام برشلونة في 29 نوفمبر 2010، طُرِد راموس بعد ركلة لليونيل ميسي من الخلف، ثم دفع كارليس بويول في المشاجرة التي أعقبت ذلك. بعد هذا الطرد، كان قد ساوى الرقم القياسي السابق لفرناندو هييرو بعشر بطاقات حمراء مع النادي، على الرغم من أنه لعب في 264 مباراة أقل. في 20 أبريل 2011، شارك راموس كأساسي في نهائي كأس ملك إسبانيا للموسم، وفاز الملكي 1–0 على برشلونة في بلنسية. في موكب الاحتفال بالكأس اللاحق، أثناء الاحتفال في الجزء العلوي من حافلة النادي، أسقط بالخطأ الكأس تحت عجلات الحافلة؛ ونتيجة لذلك، تحطم الكأس قليلاً.

##### موسم 2011–12
في 12 يوليو 2011، مدد راموس عقده مع ريال مدريد حتى عام 2017. في 25 أبريل التالي، في إياب نصف نهائي دوري أبطال أوروبا ضد بايرن ميونخ، أضاع ركلته في ركلات الترجيح حيث خسر ريال مدريد 1–3؛ انتهى الموسم بفوزهم بالدوري بعد انتظار دام أربع سنوات، وكان اللاعب صاحب أكبر عدد من الكرات التي تم استردادها في فريقه، والثالث بشكل عام.

##### موسم 2012–13
في 9 يناير 2013، طُرِد راموس بسبب مخالفة الثانية في منتصف الشوط الثاني من الفوز 4–0 على أرضه أمام سيلتا فيغو في الكأس المحلي. بعد ذلك، تم إيقافه لمدة أربع مباريات، بعد أن تم الكشف أنه أهان الحكم ميغيل أنجيل أيزا جاميز. في الشهر التالي، بعد دقائق فقط من تسجيل الهدف الثاني على أرضه ضد رايو فايكانو وأقل من 20 دقيقة من الشوط الأول، حصل على بطاقتين صفراء في غضون دقيقة واحدة وانتهت المباراة 2–0، حيث حصل على البطاقة الحمراء رقم 16 له مع ريال مدريد. والـ12 في الدوري.
في أواخر فبراير / أوائل مارس 2013، بسبب غياب إيكر كاسياس بسبب الإصابة، قاد راموس ريال مدريد لتحقيق انتصارين متتاليين على برشلونة في أربعة أيام فقط: سجل هدف الفوز 2–1 على أرضه في المباراة الثانية.

##### موسم 2013–14
في 14 ديسمبر 2013، تلقى راموس بطاقة الحمراء رقم 18 له مع النادي ليحقق رقم قياسي في البطاقات الحمراء مع ريال مدريد في مباراة التعادل 2–2 في أمام أوساسونا، ولكن تم رفع الإيقاف عنه لاحقًا. جاء الطرد التاسع عشر له في مباراة الهزيمة 3–4 على أرضه أمام برشلونة، في 23 مارس 2014.
في 26 أبريل، سجل راموس رأسية ضد أوساسونا في الدوري الإسباني في البرنابيو. كان هذا أول هدف له في الدوري الإسباني منذ ستة أشهر، منذ تسديدته للكرة الطائرة ضد ليفانتي في مباراة الجولة الثامنة. في 29 أبريل 2014، سجل راموس رأسيّتين في أربع دقائق في مباراة الفوز 4–0 خارج ملعبه على بايرن ميونخ في نصف نهائي دوري أبطال أوروبا، لتنتهي المباراة مع النتيجة الإجمالية للمباراتين 5–0. وتأهل مدريد إلى المباراة النهائية لأول مرة منذ اثني عشر عاما. هدفين راموس ضد بايرن (4 دقائق) كانت أسرع هدفين في نصف نهائي دوري أبطال أوروبا في ذلك الوقت. في 4 مايو، سجل راموس في مباراة التعادل 2–2 أمام فالنسيا على أرضة في الدوري الإسباني برأسية آخرى، وسجل في مباراتين دوري متتالية. بعد ثلاثة أيام فقط، سجل راموس أول ركلة حرة له مع ريال مدريد في مباراة التعادل 1–1 أمام بلد الوليد، بعد أن سجل في ثلاث مباريات متتالية في الدوري الإسباني وسجل في أربع مباريات متتالية لريال مدريد للمرة الأولى. في 24 مايو، سجل هدفا بالرأس في اللحظات الأخيرة ليدفع بلقاء ريال أمام أتليتيكو مدريد في نهائي دوري أبطال أوروبا 2014 نحو وقت إضافي. ومضى ريال قدما ليفوز بلقبه الأوروبي العاشر منهيا أكثر من عقد من الفشل في نيل لقب البطولة. تم اختياره أيضًا من قبل المشجعين كرجل المباراة. أنهى راموس موسم 2013–14 برصيد 7 أهداف، مما جعله أعلى موسم تسجيلاً له مع ريال مدريد في ذلك الوقت.

##### موسم 2014–15
بدأ راموس موسم 2014–15 في 12 أغسطس 2014 من خلال لعب 90 دقيقة كاملة في مباراة الفوز 2–0 على إشبيلية ليفوز بكأسه الأولى في الموسم، كأس السوبر الأوروبي. ثم لعب كأس السوبر الإسباني على طريقة الذهاب والإياب ضد أتلتيكو مدريد وخسارة لوس بلانكوس 2–1 في مجموع المباراتين. سجل راموس هدفه الأول في الموسم في 31 أغسطس في الأسبوع الثاني من الدوري الإسباني، بضربة رأس في مباراة الخسارة خارج أرضه 4–2 أمام ريال سوسيداد. سجل راموس هدفه الخمسين لريال مدريد بركبته في 8 نوفمبر ضد رايو فايكانو في البرنابيو في الدوري الإسباني حيث فاز ريال مدريد 5–1.
سجل في دور نصف النهائي والنهائي لكأس العالم للأندية 2014، وتم التصويت له على أنه لاعب المباراة في كلا المباراتين. وفاز ريال مدريد بالبطولة في المغرب. كما تم التصويت على راموس كأفضل لاعب البطولة، حيث فاز بالكرة الذهبية.

#### 2015–2021: القائد والنجاح المستمر

##### موسم 2015–16

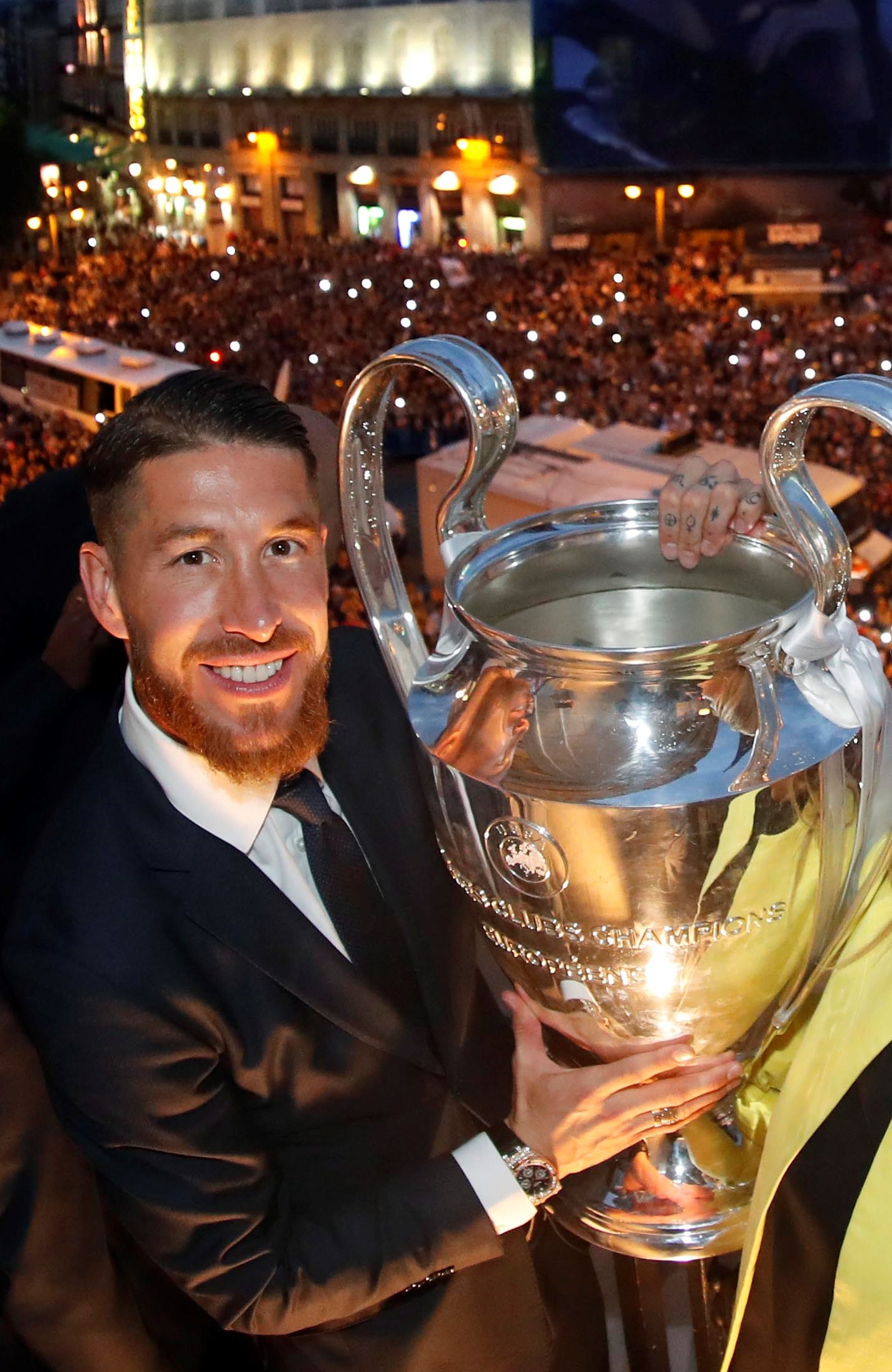
راموس مع كأس دوري أبطال أوروبا، بعد موسم 2015–16

راموس على عقد جديد مدته خمس سنوات مع ريال مدريد في أغسطس 2015، وربطه بالنادي حتى عام 2020. كما عُيِّن قائدًا بعد انتقال كاسياس إلى بورتو. في 8 نوفمبر، سجل راموس هدفه الأول هذا الموسم خارج ملعبة أمام إشبيلية.
في 20 ديسمبر 2015، قاد راموس مدريد للفوز 10–2 على رايو فايكانو، أعلى فوز للنادي في الدوري الإسباني منذ 55 سنة. في 13 مارس التالي، حصل على بطاقته الحمراء رقم 20 مع ريال مدريد في مباراة الفوز 2–1 على لاس بالماس، بعد أن سجل في وقت سابق هدف افتتاح المباراة برأسية من ضربة زاوية نفذها إيسكو. في 2 أبريل 2016، عاد من الإيقاف في مباراة الفوز 2–1 على برشلونة في كامب نو، حيث تم طرده مرة أخرى، وحصل على بطاقته الحمراء الحادية والعشرين والرابع في الكلاسيكو.
وصل ريال مدريد إلى نهائي دوري أبطال أوروبا 2017، حيث واجه أتلتيكو مدريد. سجل راموس مرة أخرى في المباراة النهائية، ووضع ريال مدريد في المقدمة في الشوط الأول. في ذلك الوقت، كان رابع لاعب يسجل في نهائيات مختلفة لدوري أبطال أوروبا بعد كريستيانو رونالدو وراؤول وليونيل ميسي. بعد تسجيل التعادل في الشوط الثاني لأتلتيكو مدريد من قبل كاراسكو، سجل ركلة جزاء في ركلات الترجيح التي أدت إلى فوز ريال مدريد 5–3؛ وهكذا، رفع أول لقب له في دوري أبطال أوروبا كقائد. ووفقًا للمؤلف والصحفي الإنجليزي مايكل كوكس، فقد «نجح في قلب اتجاه المباراة نحو ريال مدريد» عندما نجح في عرقلة كاراسكو وإيقاف هجمته الخطيرة، قبل نهاية الوقت ب30 ثانية والنتيجة 1–1. اُختِير كرجل المباراة من قبل الاتحاد الأوروبي لكرة القدم بعد المباراة. وبفوزه بالنهائي، حصل ريال مدريد على حق اللعب ضد الفائزين في الدوري الأوروبي 2015–16، إشبيلية، في كأس السوبر الأوروبي 2016. أنهى راموس موسم 2015–16 بثلاثة أهداف في 33 مباراة وهو أقل عدد أهداف له وأقل عدد من المباريات التي لعبها في أي موسم في ريال مدريد بسبب الإصابات المتكررة.

##### موسم 2016–17

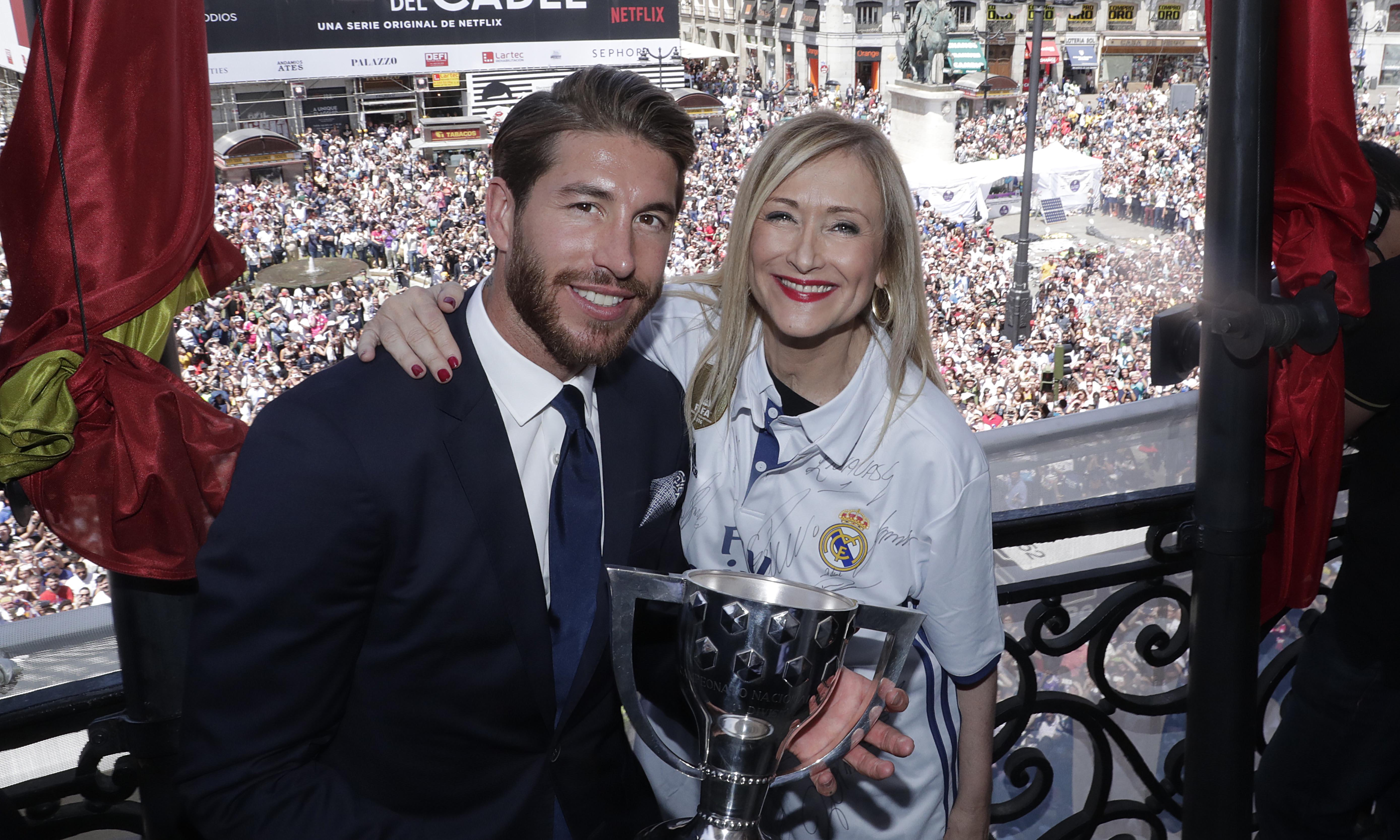
راموس ورئيسة مجتمع مدريد كريستينا سيفوينتس مع كأس الدوري الإسباني 2016–17 خلال الاحتفالات في مدريد.

شارك راموس كأساسي في كأس السوبر الأوروبي، وسجل الهدف الثاني لريال مدريد في المباراة في الدقيقة 93، وبالتالي جعل المباراة تمتد إلى الوقت الإضافي. فاز ريال مدريد 3–2 في نهاية المطاف، حيث تم اختيار راموس رجل المباراة. في 3 ديسمبر 2016، سجل هدفه الرابع في الكلاسيكو، وهو هدف التعادل أمام برشلونة في تعادل 1–1 في كامب نو في الدقيقة 90، مما أدى إلى تمديد سلسلة ريال مدريد الذي لم يهزم منذ 33 مباراة. بعد أسبوع واحد، سجل هدفًا متأخرًا آخر، هذه المرة في الدقيقة 92، ليساعدة مدريد على تحقيق الفوز 3–2 على ديبورتيفو لاكورونيا. في 15 يناير 2017، سجل راموس هدفًا خاصًا في وقت متأخر من المباراة ضد إشبيلية الذي عادل النتيجة بنتيجة 1–1 وخسر ريال مدريد المباراة 2–1 في الوقت بدل الضائع، وبذلك أنتهت سلسلة اللاهزيمة عند 40 مباراة. بعد أسبوع، سجل كلا الهدفين في الفوز 2–1 على مالقا، وسجل هدفه الخمسين في الدوري الإسباني.
في 11 فبراير، في فوز 3–1 على أوساسونا، سجل راموس في مباراته رقم 500 مع النادي. في دور الـ16 من دوري أبطال أوروبا، سجل راموس هدفاً هاماً في التعادل أمام نابولي في الفوز خارج أرضه 3–1 حيث تأهل ريال مدريد إلى ربع النهائي بعد فوزه بنتيجة 6–2 في مجموع المباراتين. في 12 مارس، سجل راموس هدفًا آخر من ضربة رأس لريال مدريد، هذه المرة ضد ريال بيتيس في البرنابيو في فوز 2–1، مما رفع رصيده إلى 10 لهذا الموسم – وهذه المرة الأولى في مسيرته التي يصل فيها إلى هذا الرقم. أعاد الفائز راموس ريال مدريد إلى صدارة جدول الدوري الإسباني. فاز ريال مدريد بلقب الدوري الـ 33 في الدوري الإسباني، مما منح راموس لقبه الرابع في الدوري بشكل العام والأول له كقائد. حققوا ثنائية الدوري ودوري الأبطال لأول مرة منذ موسم 1957–58، حيث هزم الفريق يوفنتوس في نهائي دوري أبطال أوروبا 2017. وقد جعل هذا راموس أيضًا أول قائد يقود فريق للفوز بلقب دوري أبطال أوروبا لعاميين متتاليين في العصر الحديث (منذ موسم 1992–93). جعلته أهدافه العشرة في موسم 2016–17 يصل إلى أعلى سجل تهديفي في مسيرته.

##### موسم 2017–18

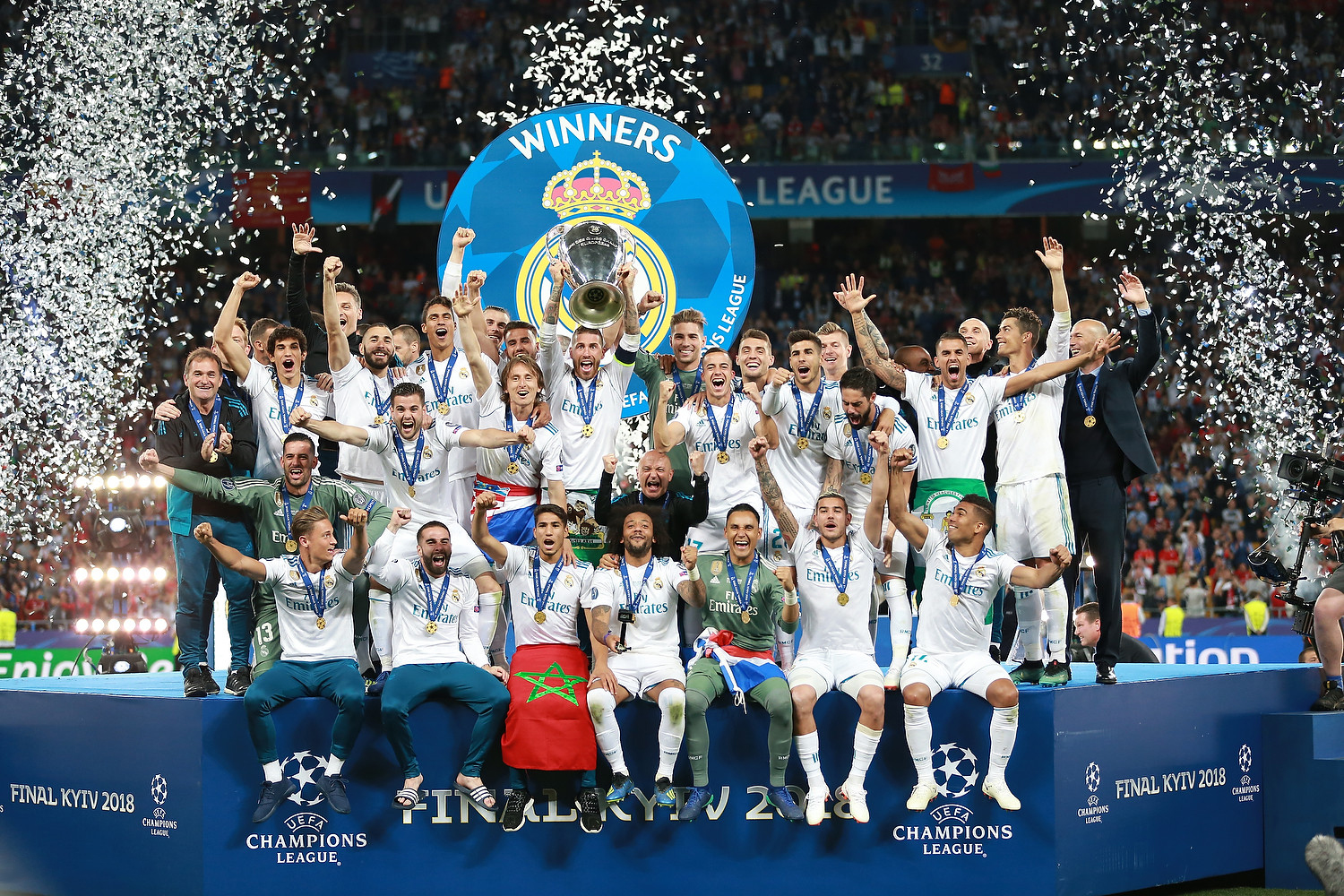
راموس يرفع كأس دوري أبطال أوروبا بينما يحتفل ريال مدريد بالفوز بتحقيق دوري أبطال أوروبا، في 26 مايو 2018

في 20 أغسطس 2017، في المباراة الأولى لريال مدريد في الدوري لموسم 2017–18، حصل على بطاقته الحمراء الثالثة والعشرون. كان هذا هو الطرد الثامن عشر له في الدوري الإسباني، وهو رقم قياسي. وواصل تحطيم هذا الرقم القياسي، حيث تعرض للطرد التاسع عشر في الدوري الإسباني في مباراة التعادل 0–0 مع أتلتيك بيلباو. سجل راموس هدفه الأول هذا الموسم في 13 سبتمبر في دوري أبطال أوروبا، وسجل الهدف بضربة مقصية ضد أبويل في الجولة الأولى. في الدوري الإسباني، سجل راموس أربعة أهداف، بما في ذلك ركلات جزاء ضد كل من ليغانيس وإشبيلية. خلال دوري أبطال أوروبا 2017–18، لعب أحد عشر مباراة، وسجل هدفًا واحدًا، عندما فاز مدريد بلقب دوري أبطال أوروبا الثالث على التوالي والثالث عشر في المجمل. لكن أداء راموس في المباراة النهائية تعرض للنقد؛ أدى منافسته مع محمد صلاح إلى خلع كتفه المصري وخروجه من المباراة، وضرب حارس ليفربول لوريس كاريوس في رأسه باستخدام مرفقه، تم تشخيص حارس المرمى لاحقًا بالارتجاج. نفى راموس فيما بعد أنه ضربه لكاريوس كان عمدًا، قائلاً إن فيرجيل فان ديك دفعه نحو كاريوس. أصبح راموس أول لاعب يقود فريقًا إلى الفوز بثلاثة ألقاب متتالية في دوري أبطال أوروبا.

##### موسم 2018–19
بدأ راموس موسم 2018–19 بتسجيله ركلة جزاء في مباراة الخسارة 2–4 أمام أتلتيكو مدريد في كأس السوبر الأوروبي 2018. برحيل كريستيانو رونالدو أصبح راموس المتخصص بركلات الجزاء للفريق. في 26 أغسطس 2018، سجل راموس ركلة جزاء أخرى في فوز ريال مدريد بنتيجة 1–4 على جيرونا، مما جعله اللاعب الوحيد مع ليونيل ميسي الذي يسجل في 15 موسم من الدوري الإسباني. بعد أسبوع، سجل راموس ركلة جزاءه الثالثة لهذا الموسم، ضد ليغانيس في مباراة الفوز 4–1 على ملعب البرنابيو – هدفه الأول في برنابيو منذ مارس 2017.
في 20 أكتوبر 2018، لعب راموس مباراته رقم 400 في الدوري الإسباني مع ريال مدريد في خسارة 1–2 أمام ضيفه ليفانتي، ليصبح عاشر مدريدي يصل إلى هذا الإنجاز. بعد سلسلة من النتائج السيئة وإقالة جولين لوبيتيغي، سجل راموس هدفه الأول لريال مدريد منذ شهرين من خلال ركلة جزاء على طريقة بانينكا، ضد ريال بلد الوليد في مباراة سانتياغو سولاري الأولى في موسم 2018–19 للوس بلانكوس. بعد أسبوعين، في 11 نوفمبر، سجل راموس على طريقة بانينكا مرة آخرى ضد سيلتا فيغو – مما جعلهم الفريق الخامس والعشرون الذي سجل ضده في الدوري الإسباني. كان هذا ثالث هدف لراموس على طريقة بانينكا من أخر أربع ركلات جزاء سددها، مع مخترع هذه الطريقة، أنتونين بانينكا، قائل: إن راموس كان «أفضل منفذ» لتقنيته. مع تسجيله لخمسة أهداف في الأشهر الثلاثة الأولى من الموسم، حقق راموس أفضل بداية له في تسجيل الأهداف في أي موسم له مع ريال مدريد. في كأس العالم للأندية 2018، لعب راموس في نصف نهائي ريال مدريد ضد كاشيما أنتلرز والنهائي ضد العين. سجل راموس ضربة رأس في المباراة النهائية حيث فاز ريال مدريد 3–1 ليحرز لقبه الثالث على التوالي في كأس العالم للأندية. أصبح راموس أول لاعب يرفع ثلاث بطولات متتالية لكأس العالم للأندية بينما أصبح أيضًا أول مدافع يسجل في نهائيات كأس العالم للأندية.
في 9 يناير 2019، سجل راموس ركلة جزاء في مباراة في كأس ملك إسبانيا ضد ليجانيس، والتي كانت هدفه المهني رقم 100، باستثناء هدفين لفريق إشبيلية الاحتياطي. للاحتفال بالهدف، اختار راموس إظهار الرقم 100 بأصابعه. في 24 يناير، سجل راموس هدفين أمام جيرونا في مباراة ربع نهائي كأس ملك إسبانيا في مباراة الفوز 4–2 على أرضه. كان هذا هو رابع ثنائية لراموس مع ريال مدريد والأول له في الكأس. بعد ثلاثة أيام، سجل راموس هدفه العاشر في الموسم برأسه ضد إسبانيول في مباراة الفوز خارج ملعبه 2–4، وهو أيضًا هدفه رقم 60 في الدوري الإسباني. برصيد عشرة أهداف، عادل راموس أعلى موسم له في ريال مدريد والذي سجله في 2016–17.
في 6 فبراير 2019، كان راموس يلعب في الكلاسيكو للمرة الأربعين. ليصبح أكثر لاعب شارك في الكلاسيكو من اللاعبين الحاليين. بعد ثلاثة أيام، في ديربي مدريد، سجل راموس ركلة جزاءه الثامنة له في هذا الموسم وهدفه الحادي عشر في جميع المسابقات – مما جعله أفضل موسم له من ناحية الأهداف في ريال مدريد. بعد أربعة أيام، في مباراة ذهاب دور الـ16 لدوري أبطال أوروبا خارج ملعبه أمام أياكس، أصبح راموس سابع لاعب يلعب 600 مباراة مع ريال مدريد. في مباراة أياكس، تم إيقاف راموس بسبب تعرضه لبطاقة صفراء في الدقيقة 90. الإيقاف يعني أن راموس سيغيب عن مباراة الإياب أمام أياكس في البرنابيو بسبب تراكم البطاقات الصفراء. أثار هذا الجدل بعد أن ألمح راموس إلى الصحفيين في مقابلة بعد المباراة أن البطاقة الصفراء كانت متعمدة، مما ينتهك قوانين الاتحاد الأوروبي لكرة القدم. بعد أسبوعين ونصف، افتتح الاتحاد الأوروبي لكرة القدم تحقيقًا تأديبيًا بشأن هذه المسألة وقرر إيقاف راموس لمباراتين، مما يعني أنه سيغيب أيضًا عن مباراة إياب دور الـ16 لدوري أبطال أوروبا ضد أياكس ومباراة الذهاب في ربع النهائي. في حال لو تأهل ريال مدريد. بسبب استبعاد ريال مدريد، استمر الإيقاف للموسم التالي وغاب راموس عن مباراة دوري أبطال أوروبا الأولى لموسم 2019–20 ضد باريس سان جيرمان.
في 17 فبراير، لعب راموس مباراته رقم 601 مع ريال مدريد ضد جيرونا في الدوري الإسباني، وبهذا يكون قد عادل الرقم القياسي لأسطورتي ريال مدريد فرناندو هييرو وفرانشيسكو خينتو. بعد عشرة أيام، لعب راموس في مباراته رقم 41 في الكلاسيكو، في مباراة الذهاب في الدور نصف النهائي من كأس ملك إسبانيا. كانت هذه هي المباراة رقم 602 لراموس مع ريال مدريد، حيث احتل المركز الخامس في قائمة اللاعبين الأكثر مشاركة في تاريخ ريال مدريد. في 2 مارس، لعب راموس في الدوري الإسباني في البرنابيو، مما جعله يساوي الرقم القياسي لكل من هوغو سانشيز وخينتو وتشافي من خلال اللعب في 42 كلاسيكو. في 5 مارس، تم إقصاء ريال مدريد من دوري أبطال أوروبا من قبل أياكس بعد خسارته 4–1 في البرنابيو (المجموع 5–3). لم يشارك راموس بسبب الإيقاف بعد البطاقة الصفراء التي تلقاها في مباراة الذهاب، وبالتالي واجه انتقادات لقيامه بذلك بسبب التأثير السلبي الذي حدث بغيابه. علاوة على ذلك، واجه راموس المزيد من الانتقادات حيث رُصِد مع طاقم التصوير في المدرجات، لتصوير فيلمه الوثائقي الجديد من أمازون برايم. علق راموس عبر حساباته على تويتر وإنستغرام حول الجدل المحيط بأفعاله التي اعترف فيها بأن تعمد الحصول على البطاقة الصفراء ضد أياكس في مباراة الذهاب حيث قال: «كان خطأ وأتحمل اللوم 200٪». فيما يتعلق بتصوير الفيلم الوثائقي، قال راموس أنه كانت هناك «التزامات معينة» قُدِّمت مسبقًا ولم يتخيل أن المباراة ستنتهي بتلك الطريقة. أصيب راموس بإصابة في ربلة الساق في بداية شهد أبريل، مما جعله يغيب عن باقي الموسم والمباريات الثماني الأخيرة في الدوري الإسباني.

##### موسم 2019–20
هدف راموس الأول لهذا الموسم كان من ضربة رأسية في مباراته الأولى في دوري أبطال أوروبا، ضد كلوب بروج في 1 أكتوبر على ملعب البرنابيو. جاء الهدف في وقت حيوي حيث كان ريال مدريد متأخر بالنتيجة 2–0 في الشوط الأول لكنه تمكن من العودة بعد رأسية أخرى من كاسيميرو. وكان هذا أيضًا أول هدف في البطولة من راموس منذ موسمين. في 30 أكتوبر، سجل راموس من ركلة جزاء في مباراة الفوز 5–0 على أرضه أمام ليغانيس، واستمر في تسجيل الأهداف لمدة 16 موسمًا على التوالي من الدوري الإسباني. بعد أسبوع، في 6 نوفمبر، سجل راموس ركلة جزاءه الأولى في دوري أبطال أوروبا، أمام غلطة سراي في مباراة الفوز 6–0 على أرضه. كانت ركلة جزاء أخرى على طريقة بانينكا، وهذا كان يعني أيضًا أن راموس سجل في مباراتين في دور المجموعات من دوري أبطال أوروبا في نفس الموسم لأول مرة. في 18 ديسمبر، لعب راموس في الكلاسيكو رقم 43 بالنسبة له، ليصبح أكثر لاعب في التاريخ مشاركة في هذه المباراة التاريخية.
في 12 يناير، سجل راموس ركلة جزاء الفوز في ركلات الترجيح ضد أتلتيكو مدريد في نهائي كأس السوبر الإسباني في جدة، حيث فاز ريال مدريد 4–1 بركلات الترجيح بعد التعادل 0–0 بعد الوقت الإضافي. كانت هذه هي المرة الأولى في مسيرة راموس التي سجل فيها ضربة جزاء الفوز بركلات الترجيح. كان لقب بطولة كأس السوبر الإسباني 2020 هو الكأس 21 لراموس مع ريال مدريد. بعد ذلك بشهر، سجل راموس رأسية أخرى في الدوري الإسباني، هذه المرة أمام أوساسونا حيث فاز ريال مدريد 4–1 ليحافظ على المركز الأول في جدول الترتيب. هدف راموس في أوساسونا يعني أنه سجل في 20 ملعبًا مختلفًا في الدوري الإسباني. كان هذا هدف راموس الأول في الدوري الإسباني لعام 2020، مما يعني أنه كان اللاعب الوحيد الذي سجل في الدوري الإسباني في كل سنة من السنوات الـ17 الماضية – يعود تاريخ أول هدف له إلى عام 2004.
في 26 فبراير 2020، عادل راموس الرقم القياسي في عدد البطاقات الحمراء التي تم تلقيها في دوري أبطال أوروبا. بأربع بطاقات حمراء، شارك هذا الرقم القياسي مع زلاتان إبراهيموفيتش وإدغار ديفيدز. جاء هذا الطرد في هزيمة 2–1 على أرضه أمام مانشستر سيتي في دور ال16 من مباراة الذهاب، بسبب خطأ تكتيكي على مهاجم السيتي غابرييل جيسوس. بعد أربعة أيام، شارك راموس في فوز ريال مدريد 2–0 على برشلونة في بيرنابيو في الدوري الإسباني ليتقدم على المركز الأول. كان هذا هو كلاسيكو راموس الحادي والعشرين على التوالي في جميع المسابقات والثلاثون في الدوري الإسباني مع ريال مدريد – مما يعني أنه لم يغيب عن أي كلاسيكو في الدوري منذ انضمامه إلى لوس بلانكوس في 2005.
عندما استأنف الدوري الإسباني بعد توقف دام ثلاثة أشهر بسبب جائحة فيروس كورونا 2019–20، سجل راموس في مباراة ريال مدريد الأولى ضد إيبار في 14 يونيو على ملعب ألفريدو دي ستيفانو في مباراة الفوز 3–1. كما سجل الهدف الأول في ذات الملعب في المباراة الافتتاحية في مايو 2006. بدأ هدف راموس بعد قطعه للكرة من هجوم إيبار على بعد أمتار قليلة خارج منطقة الجزاء الخاصة بمدريد، وركض 70 مترا في الملعب ليحصل على تمريرة من إدين هازارد ويسجل أول هدف له في الدوري الإسباني من اللعب المفتوح منذ أكثر من خمس سنوات. في 21 يونيو، سجل راموس ركلة جزاء لريال مدريد في فوزه 1–2 على ريال سوسيداد في ملعب أنويتا، وهي ركلة الجزاء رقم له 20 على التوالي التي سجلها مع النادي والمنتخب (بما في ذلك ركلات الترجيح). بعد ثلاثة أيام، سجل راموس ركلة حرة في مباراة الفوز 2–0 ضد مايوركا على ملعب ألفريدو دي ستيفانو ليصبح أعلى مدافع تسجيلاً في الدوري الإسباني بتسجيله 68 هدفاً، متجاوزًا رونالد كومان. كانت ركلة حرة من راموس هي هدفه الثامن في الدوري الإسباني هذا الموسم، مما جعله أكثر مواسم الدوري غزارة حتى الآن وهدفه العاشرة في جميع المسابقات – حيث سجل 10+ للموسم الثالث. في 28 يونيو، شارك راموس في الفوز خارج أرضه 0–1 خارج أرضه ضد إسبانيول، متجهًا الكرة مباشرة خارج منطقة جزاء إسبانيول إلى بنزيما الذي صنع الهدف لكاسيميرو قبل نهاية الشوط الأول. كانت هذه هي المباراة رقم 645 لراموس لريال مدريد، مما دفعه إلى المركز الرابع في قائمة أكثر اللاعبين مشاركة مع الفريق بالمشاركة مع كارلوس سانتيانا. في 2 يوليو، سجل راموس ركلة جزاءه الخامسة عشرة على التوالي مع ريال مدريد في الدقيقة 79 والتي أكدت الفوز 1–0 على ضيفه خيتافي – مما وسع الفارق إلى أربع نقاط في صدارة الدوري الاسباني. كان هذا هو هدف راموس التاسع في الدوري هذا الموسم – وهو ما يعادل الرقم القياسي الذي سجله المدافع إزيكييل غاراي في موسم 2006–07 الذي حقق أكبر عدد من الأهداف في موسم واحد في الدوري الإسباني. ركلة الجزاء ضد خيتافي تعني أن راموس كان قد ساوى أفضل موسم له في تسجيل الأهداف (11 هدفا) الذي حققه الموسم الماضي. سجل راموس الآن في أربع من أصل ست مباريات في مدريد منذ العودة من التوقف، أكثر من أي لاعب آخر. علاوة على ذلك، كان الهدف هو هدفه رقم 100 مع النادي، والهدف رقم 70 في الدوري الإسباني. والفوز على خيتافي كان الفوز رقم 450 في الدوري الإسباني لراموس كلاعب في ريال مدريد، ليصبح خامس لاعب يصل إلى هذا الإنجاز. بعد ثلاثة أيام، سجل ركلة جزاء أخرى – هدفه الثاني والعشرون على التوالي، وهدفه العاشر هذا الموسم في الدوري الإسباني – في مباراة الفوز خارج ملعبه على أتلتيك بيلباو 1–0. كما أصبح أول مدافع يسجل 10 أهداف في موسم واحد في الدوري الإسباني منذ فرناندو هييرو خلال موسم 1993–94.
في 16 يوليو، تسبب بركلة جزاء في مباراة الفوز 2–1 ضد فياريال ليحقق الملكي لقب الدوري رقم 34 في تاريخه، والخامس لراموس كلاعب لريال مدريد والثاني له كقائد.

##### موسم 2020–21: الموسم الأخير في ريال مدريد
في 27 سبتمبر 2020، افتتح راموس رصيد أهدافه لهذا الموسم بعد أن سجل هدف الفوز ضد ريال بيتيس من ركلة جزاء على ملعب بينيتو فيامارين في الفوز 3–2 بالدوري. بعد شهر واحد في 24 أكتوبر في الكلاسيكو، حصل راموس على ركلة جزاء وسجلها في كامب نو، حيث فاز 3–1 بالدوري – كان هذا هدفه الخامس والعشرين على التوالي من ركلات الترجيح لكل من النادي والمنتخب (بما في ذلك ركلات الترجيح). عادل هدف راموس الخامس في الكلاسيكو الرقم القياسي لرونالد كومان (الذي كان يدرب برشلونة وقتها) بصفتهم أكثر المدافعين في عدد من الأهداف في هذه المباراة التاريخية. كان هذا أيضًا كلاسيكو راموس الحادي والثلاثين على التوالي في الدوري الإسباني، مما يعني أنه لم يفوت أي مباراة منذ انضمامه إلى لوس بلانكوس في 2005 – معادلاً راؤول وخينتو كأكثر اللاعبين مشاركة في كلاسيكو الدوري. بعد ثلاثة أيام، شارك راموس في دوري أبطال أوروبا لأول مرة لهذا الموسم ضد بوروسيا مونشنغلادباخ، وصنع هدف كاسيميرو في الدقيقة 93 الذي منح فريقه التعادل 2–2. كان هذا هو موسم راموس السادسة عشرة في دوري أبطال أوروبا مع ريال مدريد، معادلاً الرقم القياسي لأسطورة النادي وزميله السابق إيكر كاسياس. في 31 أكتوبر، أصبح راموس عاشر لاعب يلعب 500 مباراة في الدوري الإسباني (461 لريال مدريد و 39 لإشبيلية)، حيث فاز مدريد على هويسكا 4–1 على ملعب ألفريدو دي ستيفانو. في 3 نوفمبر، سجل راموس هدفه رقم 100 مع ريال مدريد في جميع المسابقات، في الفوز 3–2 على إنتر ميلان في دوري أبطال أوروبا.
في 16 يونيو 2021، أعلن ريال مدريد عن إقامة حفل تكريم وتوديع للقائد سيرخيو راموس. خلال حفل الوداع في اليوم التالي، ذكر راموس، الذي كان قد طلب في البداية عقدًا لمدة عامين، أنه قبل تجديد العقد لمدة عام واحد مع تخفيض الراتب؛ لكن كان الرد من الإدارة أن العرض قد انتهى دون علمه.

### باريس سان جيرمان
في 8 يوليو 2021، وقع راموس عقدًا لمدة عامين مع باريس سان جيرمان. اختار راموس ارتداء القميص رقم 4، مع تحول تيلو كيهرير إلى القميص رقم 24.

## مسيرته الدولية

### بدايته الدولية المبكرة وكأس العالم 2006
لعب المدافع مع لمنتخب الإسباني تحت 21 سنة في 2004. في 26 مارس 2005، في مباراة ودية انتهت 3–0 على الصين في سالامانكا، ظهر لأول مع المنتخب الأول في عمر 18 سنة و 361 يومًا فقط، مما يجعله أصغر لاعب يلعب للمنتخب الوطني في أخر 55 سنة، احتفظ بهذا السقم جل حتى 1 مارس 2006، عندما كسره سيسك فابريغاس في مباراة ودية ضد كوت ديفوار.
في 12 أكتوبر 2005، سجل راموس أول هدفين دوليين له في على سان مارينو في تصفيات كأس العالم 2006. وضُمَّ لنهائيات كأس العالم 2006 في ألمانيا، وبعد الاعتزال الدولي لزميله في ريال مدريد ميشيل سالغادو، أصبح الظهير الأيمن الأول بلا منافس.

### يورو 2008

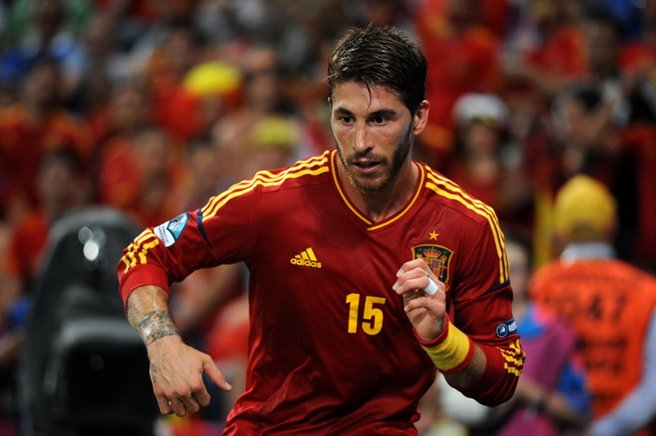
راموس ببطولة أمم أوروبا 2012، في مباراة ربع النهائي ضد فرنسا.

خلال تصفيات بطولة أمم أوروبا 2008، كان راموس لاعباً أساسياً حيث انهى منتخبه الوطني المجموعة الأولى كمتصدر فوق السويد. سجل هدفين، أحدهما في الفوز 3–1 على الدنمارك، في 11 مباراة.
خلال الاحتفالات بعد هزيمة ألمانيا 1–0 في النهائي، ارتدى قميصا تكريما لصديقه المقرب وزميله السابق في اشبيلية بويرتا، الذي توفي في أغسطس 2007.

### كأس القارات 2009 وكأس العالم 2010
تم اختيار راموس ضمن تشكيلة كأس القارات 2009 في جنوب أفريقيا، حيث أنهت إسبانيا البطولة في المركز الثالث. في 3 يونيو 2010، قاد منتخب أسبانيا لأول مرة، في مباراة ودية واحدة فازت فيها على كوريا الجنوبية في إنسبروك، النمسا.
في نهائيات كأس العالم 2010، التي أقيمت في نفس البلد، لعب جميع المباريات في البطولة كظهير أيمن، مما ساعد الفريق على حفظ نظافة الشباك في خمس مباريات والوصول إلى المباراة النهائية، التي فازوا بها 1–0 ضد هولندا. تصدر مؤشر كاسترول للأداء في البطولة برصيد 9.79.

### يورو 2012

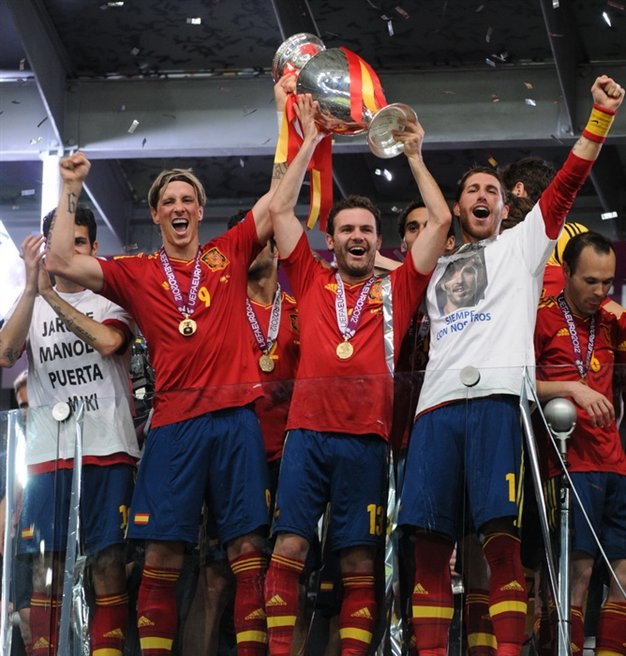
من اليسار فرناندو توريس، خوان ماتا وراموس يحملون كأس بطولة أمم أوروبا بعد الفوز بالنسخة الرابعة عشرة.عاد

راموس إلى مركز قلب الدفاع في يورو 2012. وعندما سُئل عن تغيير مركزه، أجاب: «لقد تكيفت وأشعر بالراحة في الوسط، لكني بطل عالمي وأوروبي في مركز الظهير الأيمن». لعب جميع المباريات في بولندا وأوكرانيا إلى جانب لاعب برشلونة جيرارد بيكيه، وفي الدور نصف النهائي ضد البرتغال، حول ركلته في ركلات الترجيح في الفوز النهائي بنتيجة 4–2 (بعد 0–0 في 120 دقيقة)، وسجل للأبطال على طريقة بانينكا. في 1 يوليو، فاز راموس ببطولته الثالثة مع المنتخب الإسباني حيث سحق إيطاليا 4–0 في النهائي. أكسبه أداءه خلال بطولة اليورو مكانًا في فريق البطولة. ارتدى راموس فنيلة آخرى خلال احتفالات إسبانيا ببطولة يورو 2012 تكريماً لصديقه الراحل بويرتا.

### كأس القارات 2013 وكأس العالم 2014
في 22 مارس 2013، احتفل راموس بوصوله لـ100 مباراة مع إسبانيا في تصفيات كأس العالم 2014. وأصبح أصغر لاعب أوروبي عبر التاريخ يصل إلى هذا الرقم، متجاوزاً الألماني لوكاس بودولسكي. في يونيو، شارك راموس في كأس القارات 2013 في البرازيل، حيث شارك في جميع مباريات إسبانيا وخسر بعدها في النهائي من المضيف. قاد المنتخب في مباراته الثانية للفوز 10–0 على تاهيتي في ماراكانا. في 30 يونيو، أضاع ركلة جزاء في مباراة الخسارة في النهائي 3–0 أمام البرازيل.
تم اختيار راموس للمشاركة في كأس العالم للمرة الثالثة في عام 2014. لعب كل المباريات كاملة في مونديال البرازيل، مع شريك مختلف في كل مباراة في قلب الدفاع، وتم إقصاء حامل اللقب من مرحلة المجموعات.

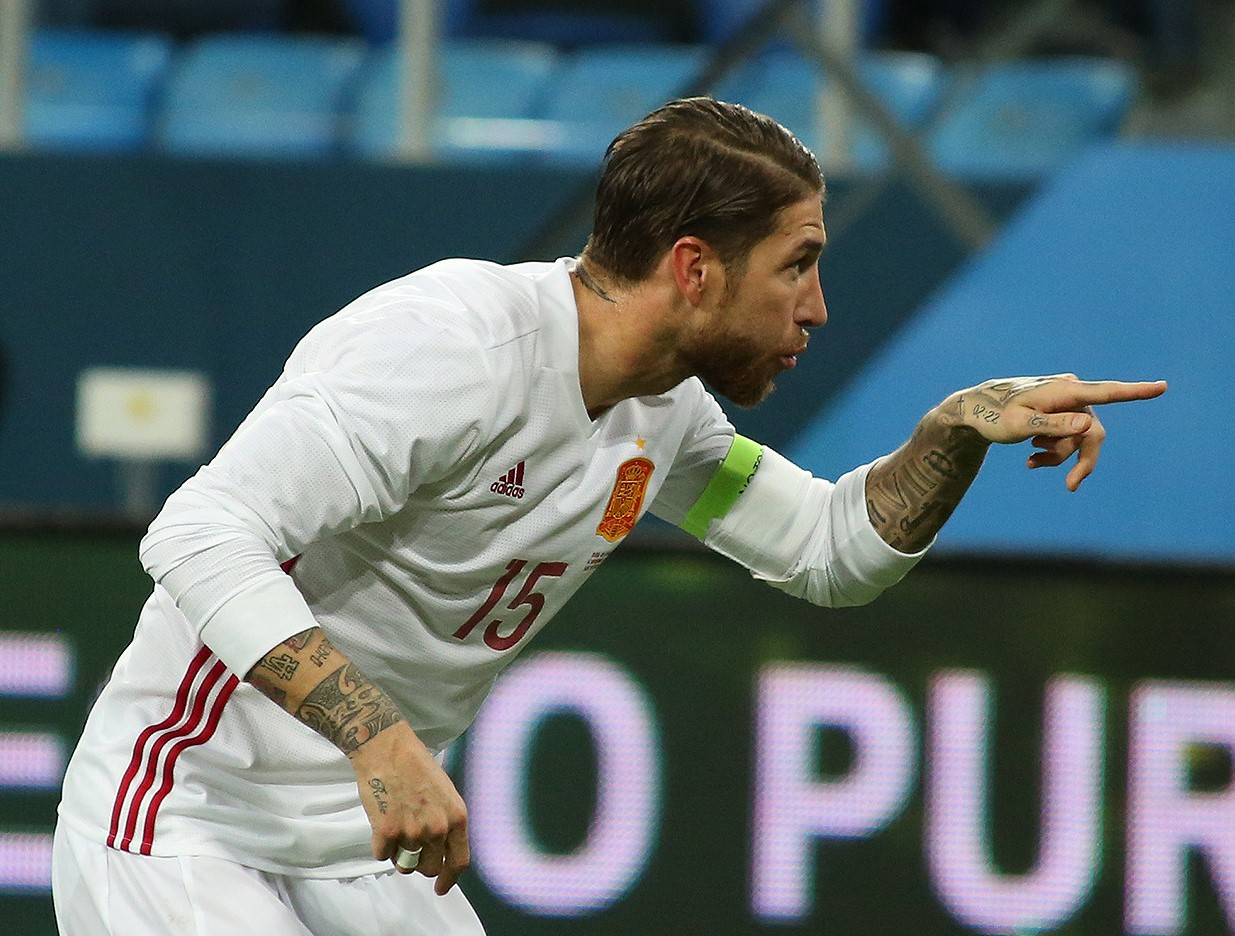
راموس يحتفل بعد تسجيله هدف ضد روسيا في مباراة ودية في سانت بطرسبرغ.

### يورو 2016 وكأس العالم 2018
مع اختيار دافيد دي خيا بدل إيكر كاسياس في التشكيلة الأساسية لأسبانيا، قاد راموس الفريق في بطولة أمم أوروبا 2016. في 21 يونيو 2016، أضاع راموس ركلة جزاء بعد أن تصدى لها دانييل سوباشيتش، وخسروا المباراة بنتيجة 2–1 أمام كرواتيا.
في 23 مارس 2018، قبل أيام من بلوغه 32 سنة، لعب راموس مباراته رقم 150 مع إسبانيا أمام ألمانيا وانتهت بالتعادل 1–1 في دوسلدورف. ايكر كاسياس هو الوحيد الذي سبقه لهذا الرقم.
في مايو 2018، تم اختياره في القائمة النهائية المشاركة في كأس العالم 2018 في روسيا. في 1 يوليو خرج راموس مع منتخبه من دور الستة عشر أمام المنتخب المستضيف روسيا بركلات الترجيح.

### دوري الأمم الأوروبية 2018–19 أ وتصفيات يورو 2020
مع المدرب الجديد لويس إنريكي، احتفظ راموس بمكانته كقائد للمنتخب الإسباني. لعب في جميع المباريات الأربع في دوري الأمم الأوروبية 2018–19 أ، ليصبح هداف منتخبه بتسجيله لثلاثة أهداف – سجل مرة هدف ضد إنجلترا وهدفين ضد كرواتيا. احتلت إسبانيا المركز الثاني في مجموعتها، لذا فشلت في التأهل إلى نهائيات دوري الأمم الأوروبية 2019. في مارس 2019، سجل راموس هدف الفوز 1–2 لإسبانيا في تصفيات بطولة أمم أوروبا 2020 ضد النرويج من خلال ركلة جزاء نفذها على طريقة بانينكا. كانت هذه ركلة الجزاء العاشرة له في الموسم، وسجلها جميعها. وكان أيضًا هدفه الخامس على التوالي مع إسبانيا، وهو رقم قياسي شخصي. أشاد المدير الإسباني إنريكي براموس بعد المباراة حثي قال أنه «لاعبًا فريدًا في التاريخ». في المباراة تصفيات بطولة أمم أوروبا 2020، خارج الديار أمام مالطا، لم يسجل راموس للمرة الأولى في ست مباريات لإسبانيا – حيث فشل في تمديد رقمه التهديفي. ومع ذلك انتهت المباراة بنتيجة 0–2 لإسبانيا والتي كانت فوزه رقم 121 مع اللاروخا، مساويةً لرقم إيكر كاسياس عبر التاريخ. في 7 يونيو 2019، حطم راموس الرقم القياسي لأكثر عدد من الانتصارات الدولية بـ122، بعد فوزه 4–1 على جزر فارو، وسجل هدف إسبانيا الافتتاحي. في 12 أكتوبر 2019، أصبح راموس أكثر لاعب مشاركة مع إسبانيا في التاريخ بـ168 مباراة، بعد كسره لرقم كاسياس بـ167 مباراة.

### دوري الأمم الأوروبية 2020–21 أ
في 6 سبتمبر 2020، سجل راموس ثنائية في الفوز 4–0 على أوكرانيا في دوري الأمم الأوروبية 2020–21، ليصل إلى هدفه رقم 23 دوليًا ومعادلًا ألفريدو دي ستيفانو باعتباره ثامن أفضل هداف في تاريخ إسبانيا. في 14 نوفمبر 2020، في تعادل 1–1 مع سويسرا، ظهر رقم 177 مع إسبانيا وتجاوز الرقم القياسي لجانلويجي بوفون كأكثر لاعب أوروبي لعب مباريات دولية.

### يورو 2020
استبعد راموس من تشكيلة إسبانيا المشاركة في بطولة أمم أوروبا 2020 بعد موسم عانى فيه من الإصابات. كان هذا أول استبعاد له في بطولة كبرى منذ بطولة أمم أوروبا 2004 حيث لم يتم استدعاؤه للمنتخب الوطني، منهياً سلسلة من المشاركة في عشر بطولات دولية متتالية.

## الملف الشخصي للاعب

### أسلوب لعبه
راموس هو لاعب قوي جسديًا ومتوفق في الكرات الهوائية، نظرًا طوله ودقة رأسياته، مما جعله يمثل تهديدًا على مرمى الخصوم، كما أنه لاعب متمرّس كفء وعنيف. هو موهوب بالسرعة، ولديه قدرة تقنية جيدة، وكذلك يملك توزيع جيد وقدرة على العرضيات. وفقًا لصحيفة ماركا الإسبانية الرياضية، أكدت السجلات الرسمية للفيفا أنه في عام 2015، بلغت أقصى سرعة وصل لها راموس 30.6 كيلومترًا في الساعة، مما يجعله أحد أسرع لاعبي كرة القدم في العالم في آنذاك.
يُعتبر راموس أحد أفضل المدافعين في العالم ومن جيله، فهو لاعب قوي بدنيًا يتفوق في الهواء بسبب طوله وعينه على المرمى ودقة ضرباته الرأسية، مما يجعله تهديدًا لمرمى الخصوم في الكرات الثابتة؛ إنه أيضًا لاعب كفء وعدواني. بالإضافة إلى مهاراته الدفاعية وقدرته على تسجيل الأهداف، فهو موهوب بالسرعة، ويكون مرتاح مع الكرة، ولديه قدرة فنية جيدة، بالإضافة إلى القدرة على التوزيع والتمرير والعرضيات بشكل جيد، مما يسمح له بالتقدم بالكرة للأمام، وتبديل اللعب بالكرات الطويلة، أو اللعب من الخلف على الأرض. وفقًا لصحيفة ماركا الرياضية الإسبانية، أكدت سجلات الفيفا الرسمية أنه في عام 2015، تم تسجيل راموس بسرعة قصوى بلغت 30.6 كيلومترًا في الساعة، مما جعله أحد أسرع لاعبي كرة القدم في العالم في ذلك الوقت. كما أنه يسدد ضربات الجزاء بدقة، وهو معروف غالبًا باستخدامه لطريقة بانينكا عند تسديدها. ومن المعروف أيضًا أنه يسدد الركلات الحرة بفضل قدرته على لف الكرة وقدرته القوية في التسديد من مسافة بعيدة.
حصل راموس على الثناء لقيادته، وروحه الرياضية، وبراعته الفنية، وقدرته على التفوق هجوميًا ودفاعيًا، بالإضافة إلى تعدد استخداماته، مما يسمح له باللعب كقلب دفاع وفي كل مراكز الدفاع؛ في شبابه، غالبًا ما كان يلعب كظهير أيمن، بينما أثبت نفسه لاحقًا كقلب دفاع مع تقدم مسيرته المهنية. نظرًا لمهاراته الواسعة، فقد قارنه مدربه السابق في ريال مدريد كارلو أنشيلوتي بالمدافع الأسطوري باولو مالديني. واصل وصفه بأنه «أفضل مدافع في العالم في الوقت الحالي» في عام 2014، وهي وجهة نظر قالها جورجيو كيلليني في عام 2020. كما تم استخدام راموس أحيانًا كلاعب خط وسط أو وسط دفاعي، ولا سيما تحت قيادة أنشيلوتي خلال موسم 2014–15. تم الإشادة براموس على أدائه الحاسم في المباريات المهمة، وأبرزها مع ريال مدريد، بسبب ميله إلى تسجيل الأهداف الحاسمة لفريقه، ويعتبره العديد من النقاد من أكثر اللاعبين الموثوق بهم في مواقف الضغط العالي. ومع ذلك، على الرغم من قدرته كمدافع، فإن إحساسه التكتيكي وثباته وتركيزه من مباراة إلى أخرى قد تم التساؤل عنه في بعض الأحيان من قبل النقاد والشخصيات الكروية الأخرى، الذين اتهموه بالتسرع الشديد في تحدياته أو التعرض لأخطاء دفاعية عرضية على مدار الموسم.
غالبًا ما يتم انتقاد راموس في وسائل الإعلام لاستخدامه القوة المفرطة والمتهورة أثناء اللعب، فضلاً عن افتقاره للانضباط وميله إلى التقاط عدد كبير من البطاقات غير الضرورية؛ كما اتُهم بالتمثيل.

### سجل الانضباط
يمتلك راموس العديد من الأرقام قياسية لريال مدريد ودوري أبطال أوروبا والدوري الإسباني والكلاسيكو والمنتخب الإسباني.
يحمل راموس الرقم القياسي لكونه أكثر لاعب تلقى بطاقات في الدوري الإسباني، حيث حصل على 191 بطاقة. بطاقاته الصفراء الـ171 جعلته يتفوق على ألبيرتو لوبو، صاحب الرقم القياسي السابق لعدد البطاقات الصفراء في الدوري الإسباني. الـ20 بطاقة المتبقية هي بطاقات حمراء، مما جعله يصبح اللاعب الأكثر طردًا في تاريخ الدوري الإسباني أيضًا. عدد البطاقات التي تلقاها جعله أعلى من أي لاعب آخر في الدوريات الأوروبية الرئيسية، مما يجعله اللاعب الأكثر تلقياً للبطاقات في جميع البطولات الأوروبية الكبرى.
في دوري أبطال أوروبا، حصل راموس على 40 بطاقة صفراء و4 بطاقات حمراء (3 منها كانت بطاقات حمراء مباشرة)، مما جعله أكثر لاعب تلقى بطاقات في تاريخ دوري أبطال أوروبا.
أخيرًا، يحمل راموس أيضًا الرقم القياسي كأكثر لاعب تلقى بطاقات في تاريخ المنتخب الإسباني، برصيد 24 بطاقة صفراء.

## حياته الشخصية
دخل راموس في علاقة مع الصحفية / المذيعة بيلار روبيو في سبتمبر 2012. وقد أكد هذا في كليهما في حفل جائزة الكرة الذهبية. لديهم ثلاثة أبناء: سيرخيو جونيور (من مواليد 6 مايو 2014) وماركو (من مواليد 27 نوفمبر 2015) وأليخاندرو (من مواليد 25 مارس 2018). في 16 يوليو 2018 قرر راموس الزواج من صديقته بيلار روبيو. تم الاتفاق بين الزوجين أن يعقدا قرانهما في مدينة راموس إشبيلية في 15 يونيو 2019.
راموس هو «شخص عائلي» وله علاقة وثيقة مع إخوته ووالديه. رينيه، شقيق راموس هو وكيل أعماله لكرة القدم. راموس هو من محبي مصارعة الثيران، التي تحظى بشعبية في مسقط رأسه، وهو صديق شخصي للماتادور أليخاندرو تالافانتي. يحتفل بالانتصارات مع النادي والمنتخب باستخدام عباءة الماتدور. راموس هو أيضا من محبي الخيول الهواة، ويمتلك مزرعة للخيول في مسقط رأسه أندلسية مخصصة تحديدا لتربية حصان أندلسي. أصبح حصان راموس «Yecutan SR4» بطل العالم في عام 2018. راموس كاثوليكي، ويملك وشم مريم العذراء يغطي النصف العلوي من ذراعه الأيسر.
في يونيو 2014، تم تعيين راموس سفيرا لليونيسف إسبانيا.

### فن الجسد
راموس لديه أكثر من 42 وشم، بما في ذلك ليسوع ومريم العذراء، ونجمة داود تكريما لجدته، نينا، التي أعطت قلادة من نفس التصميم لأمه؛ بالإضافة إلى ذلك، لديه أيضًا وشم أسد، وذئب، وصائدة الأحلام، وخريطة إسبانيا، وزعيم للأمريكيين الأصليين، وخمسة، وكأس العالم وكأس دوري أبطال أوروبا، وأفراد عائلته، من بين وشوم أخرى.

### وثائقي أمازون برايم
في يناير 2019، أعلن أمازون برايم وراموس نفسه أنهما سيصدران سلسلة وثائقية من ثماني حلقات عن حياة راموس داخل وخارج الملعب بعنوان (قلب سيرخيو راموس). ستكون هذه هي المرة الأولى على الإطلاق التي يرى فيها الجمهور الجانب الشخصي لراموس وعائلته. في 5 مارس، خلال مباراة ريال مدريد في إياب دور الستة عشر من دوري أبطال أوروبا، كان راموس موقوف وشاهد المباراة من منطقة كبار الشخصيات في المدرجات. تم تصوير ردود أفعاله بواسطة طاقم أمازون برايم. أثار هذا جدلاً حيث خسر ريال مدريد تلك المباراة وتم إقصاؤه من دوري أبطال أوروبا، لكن أشار راموس عبر شبكات التواصل الاجتماعي الخاصة به أن هناك «بعض الالتزامات التي تعهدت بها ولم يخطر ببالي أبدًا أن المباراة ستتحول إلى ما آلت إليه».
بسبب نجاح أول سلسلة وثائقية له مع أمازون، أعلن راموس في يونيو 2020 عبر حساباته على وسائل التواصل الاجتماعي أن أمازون برايم ستطلق فيلمًا وثائقيًا آخر يعرف باسم «La Leyenda Sergio Ramos» («أسطورة سيرخيو راموس»)، والذي يسلط الضوء على أكثر لحظات حياته المهنية. من المتوقع أن يتم إصداره في عام 2021.

## الإحصائيات

### النادي
آخر تحديث 3 يونيو 2023.
| النادي           | الموسم   | الدوري                           | الدوري | الدوري  | الكأس  | الكأس   | قاري   | قاري    | أخرى   | أخرى    | المجموع | المجموع |
| النادي           | الموسم   | الدرجة                           | الظهور | الأهداف | الظهور | الأهداف | الظهور | الأهداف | الظهور | الأهداف | الظهور  | الأهداف |
| ---------------- | -------- | -------------------------------- | ------ | ------- | ------ | ------- | ------ | ------- | ------ | ------- | ------- | ------- |
| إشبيلية ب        | 2003–04  | الدوري الإسباني الدرجة الثانية ب | 26     | 2       | —      | —       | —      | —       | —      | —       | 26      | 2       |
| إشبيلية          | 2003–04  | الدوري الإسباني                  | 7      | 0       | 0      | 0       | 0      | 0       | 0      | 0       | 7       | 0       |
| إشبيلية          | 2004–05  | الدوري الإسباني                  | 31     | 2       | 5      | 0       | 6      | 1       | —      | —       | 42      | 3       |
| إشبيلية          | 2005–06  | الدوري الإسباني                  | 1      | 0       | 0      | 0       | 0      | 0       | 0      | 0       | 1       | 0       |
| إشبيلية          | المجموع  | المجموع                          | 39     | 2       | 5      | 0       | 6      | 1       | 0      | 0       | 50      | 3       |
| ريال مدريد       | 2005–06  | الدوري الإسباني                  | 33     | 4       | 6      | 1       | 7      | 1       | 0      | 0       | 46      | 6       |
| ريال مدريد       | 2006–07  | الدوري الإسباني                  | 33     | 5       | 3      | 0       | 6      | 1       | 0      | 0       | 42      | 6       |
| ريال مدريد       | 2007–08  | الدوري الإسباني                  | 33     | 5       | 3      | 0       | 7      | 0       | 2      | 1       | 45      | 6       |
| ريال مدريد       | 2008–09  | الدوري الإسباني                  | 32     | 4       | 0      | 0       | 8      | 1       | 2      | 1       | 42      | 6       |
| ريال مدريد       | 2009–10  | الدوري الإسباني                  | 33     | 4       | 0      | 0       | 7      | 0       | 0      | 0       | 40      | 4       |
| ريال مدريد       | 2010–11  | الدوري الإسباني                  | 31     | 3       | 7      | 1       | 8      | 0       | 0      | 0       | 46      | 4       |
| ريال مدريد       | 2011–12  | الدوري الإسباني                  | 34     | 3       | 4      | 0       | 11     | 1       | 2      | 0       | 51      | 4       |
| ريال مدريد       | 2012–13  | الدوري الإسباني                  | 26     | 4       | 3      | 0       | 9      | 1       | 2      | 0       | 40      | 5       |
| ريال مدريد       | 2013–14  | الدوري الإسباني                  | 32     | 4       | 8      | 0       | 11     | 3       | 0      | 0       | 51      | 7       |
| ريال مدريد       | 2014–15  | الدوري الإسباني                  | 27     | 4       | 2      | 1       | 8      | 0       | 5      | 2       | 42      | 7       |
| ريال مدريد       | 2015–16  | الدوري الإسباني                  | 23     | 2       | 0      | 0       | 10     | 1       | 0      | 0       | 33      | 3       |
| ريال مدريد       | 2016–17  | الدوري الإسباني                  | 28     | 7       | 3      | 1       | 11     | 1       | 2      | 1       | 44      | 10      |
| ريال مدريد       | 2017–18  | الدوري الإسباني                  | 26     | 4       | 1      | 0       | 11     | 1       | 4      | 0       | 42      | 5       |
| ريال مدريد       | 2018–19  | الدوري الإسباني                  | 28     | 6       | 6      | 3       | 5      | 0       | 3      | 2       | 42      | 11      |
| ريال مدريد       | 2019–20  | الدوري الإسباني                  | 35     | 11      | 2      | 0       | 5      | 2       | 2      | 0       | 44      | 13      |
| ريال مدريد       | 2020–21  | الدوري الإسباني                  | 15     | 2       | 0      | 0       | 5      | 2       | 1      | 0       | 21      | 4       |
| ريال مدريد       | المجموع  | المجموع                          | 469    | 72      | 48     | 7       | 129    | 15      | 25     | 7       | 671     | 101     |
| باريس سان جيرمان | 2021–22  | الدوري الفرنسي                   | 12     | 2       | 1      | 0       | 0      | 0       | 0      | 0       | 13      | 2       |
| باريس سان جيرمان | 2022–23  | الدوري الفرنسي                   | 33     | 2       | 3      | 1       | 8      | 0       | 1      | 1       | 45      | 4       |
| باريس سان جيرمان | 2023–24  | الدوري الفرنسي                   |        |         |        |         |        |         |        |         |         |         |
| باريس سان جيرمان | المجموع  | المجموع                          | 45     | 4       | 4      | 1       | 8      | 0       | 1      | 1       | 58      | 6       |
| الإجمالي         | الإجمالي | الإجمالي                         | 579    | 80      | 57     | 8       | 143    | 16      | 26     | 8       | 805     | 112     |

الملاحظات
1. ↑  المباريات في الدوري الأوروبي
2. 1 2 3 4 5 6 7 8 9 10 11 12 13 14 15 16 17 18  المباريات في دوري أبطال أوروبا
3. 1 2 3 4 5 6  المباريات في كأس السوبر الإسباني
4. ↑  مباراة واحدة في كأس السوبر الأوروبي، مباراتين في كأس السوبر الإسباني، مباراتين وهدفين في كأس العالم للأندية
5. ↑  مباراة واحدة في كأس السوبر الأوروبي، مباراة واحدة في كأس العالم للأندية
6. ↑  مباراة واحدة في كأس السوبر الأوروبي، مباراتين في كأس السوبر الإسباني، مباراة واحدة في كأس العالم للأندية
7. ↑  مباراة واحدة وهدف واحد في كأس السوبر الأوروبي، مباراتين  وهدف واحد في كأس العالم للأندية
8. ↑  الظهور في كأس الأبطال الفرنسي

### المنتخب

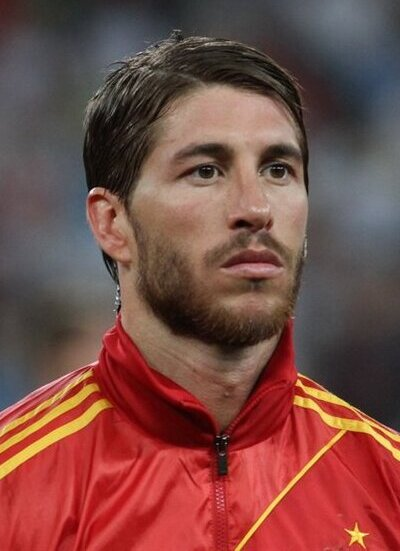
راموس أثناء الإصطفاف في مباراة إسبانيا ضد فرنسا في 2012.

آخر تحديث 31 مارس 2021.
| الفريق         | العام    | الرسمية | الرسمية | الودية | الودية  | المجموع | المجموع |
| الفريق         | العام    | الظهور  | الأهداف | الظهور | الأهداف | الظهور  | الأهداف |
| -------------- | -------- | ------- | ------- | ------ | ------- | ------- | ------- |
| إسبانيا تحت 16 | 2002     | –       | –       | 1      | 0       | 1       | 0       |
| إسبانيا تحت 17 | 2003     | –       | –       | 1      | 0       | 1       | 0       |
| إسبانيا تحت 19 | 2004     | 7       | 0       | –      | –       | 7       | 0       |
| إسبانيا تحت 21 | 2004     | 3       | 0       | 3      | 0       | 6       | 0       |
| إسبانيا        | 2005     | 4       | 2       | 3      | 0       | 7       | 2       |
| إسبانيا        | 2006     | 6       | 0       | 7      | 0       | 13      | 0       |
| إسبانيا        | 2007     | 8       | 2       | 2      | 0       | 10      | 2       |
| إسبانيا        | 2008     | 9       | 0       | 6      | 0       | 15      | 0       |
| إسبانيا        | 2009     | 7       | 0       | 4      | 0       | 11      | 0       |
| إسبانيا        | 2010     | 10      | 0       | 6      | 1       | 16      | 1       |
| إسبانيا        | 2011     | 5       | 1       | 5      | 0       | 10      | 1       |
| إسبانيا        | 2012     | 9       | 1       | 7      | 1       | 16      | 2       |
| إسبانيا        | 2013     | 10      | 1       | 7      | 0       | 17      | 1       |
| إسبانيا        | 2014     | 5       | 1       | 4      | 0       | 9       | 1       |
| إسبانيا        | 2015     | 4       | 0       | 2      | 0       | 6       | 0       |
| إسبانيا        | 2016     | 7       | 0       | 3      | 0       | 10      | 0       |
| إسبانيا        | 2017     | 6       | 1       | 3      | 2       | 9       | 3       |
| إسبانيا        | 2018     | 8       | 3       | 4      | 1       | 12      | 4       |
| إسبانيا        | 2019     | 9       | 4       | –      | –       | 9       | 4       |
| إسبانيا        | 2020     | 6       | 2       | 2      | 0       | 8       | 2       |
| إسبانيا        | 2021     | 2       | 0       | 0      | 0       | 2       | 0       |
| إسبانيا        | المجموع  | 115     | 18      | 65     | 5       | 180     | 23      |
| الإجمالي       | الإجمالي | 125     | 18      | 70     | 5       | 195     | 23      |

الملاحظات
1. ↑  3 مباريات في التصفيات الثانية لبطولة أوروبا تحت 19 سنة 2004، أربع مباريات في بطولة أوروبا تحت 19 سنة 2004
2. ↑  المباريات في تصفيات بطولة أوروبا تحت 21 سنة 2006
3. ↑  المباريات في تصفيات كأس العالم 2006
4. ↑  3 مباريات في كأس العالم 2006، ثلاث مباريات في تصفيات بطولة أمم أوروبا 2008
5. ↑  المباريات في تصفيات بطولة أمم أوروبا 2008
6. ↑  خمس مباريات في بطولة أمم أوروبا 2008، خمس مباريات في تصفيات كأس العالم 2010
7. ↑  أربع مباريات في تصفيات كأس العالم 2010، ثلاث مباريات في كأس القارات 2009
8. ↑  سبع مباريات في كأس العالم 2010، ثلاث مباريات في تصفيات بطولة أمم أوروبا 2012
9. ↑  المباريات في تصفيات بطولة أمم أوروبا 2012
10. ↑  ست مباريات في بطولة أمم أوروبا 2012، ثلاثة مباريات في تصفيات كأس العالم 2014
11. ↑  خمس مباريات في تصفيات كأس العالم 2014، خمس مباريات في كأس القارات 2013
12. ↑  ثلاثة مباريات في كأس العالم 2014، مباراتين في تصفيات بطولة أمم أوروبا 2016
13. ↑  المباريات في تصفيات بطولة أمم أوروبا 2016
14. ↑  أربع مباريات في بطولة أمم أوروبا 2016، ثلاثة مباريات في تصفيات كأس العالم 2018
15. ↑  المباريات في تصفيات كأس العالم 2018
16. ↑  أربع مباريات في كأس العالم 2018، أربع مباريات في دوري الأمم الأوروبية 2018–19
17. ↑  المباريات في تصفيات بطولة أمم أوروبا 2020
18. ↑  المباريات في دوري الأمم الأوروبية 2020–21
19. ↑  المباريات في تصفيات كأس العالم 2022

#### الأهداف الدولية
اعتبارًا من 6 سبتمبر 2020.
قائمة الأهداف والنتائج مع منتخب إسبانيا الأول.
| #  | التاريخ        | المكان                                    | الخصم      | الهدف | النتيجة | المسابقة                       |
| -- | -------------- | ----------------------------------------- | ---------- | ----- | ------- | ------------------------------ |
| 1  | 13 أكتوبر 2005 | ملعب سان مارينو، سرافاله، سان مارينو      | سان مارينو | 3–0   | 4–0     | تصفيات كأس العالم 2006         |
| 2  | 13 أكتوبر 2005 | ملعب سان مارينو، سرافاله، سان مارينو      | سان مارينو | 4–0   | 4–0     | تصفيات كأس العالم 2006         |
| 3  | 13 أكتوبر 2007 | ملعب آرهوس [الإنجليزية]، آرهوس، الدنمارك  | الدنمارك   | 2–0   | 3–1     | تصفيات بطولة أمم أوروبا 2008   |
| 4  | 17 نوفمبر 2007 | ملعب سانتياغو برنابيو، مدريد، إسبانيا     | السويد     | 3–0   | 3–0     | تصفيات بطولة أمم أوروبا 2008   |
| 5  | 3 مارس 2010    | ملعب فرنسا، سان دوني، فرنسا               | فرنسا      | 2–0   | 2–0     | ودية                           |
| 6  | 6 سبتمبر 2011  | ملعب لاس غوناس، لوغرونيو، إسبانيا         | ليختنشتاين | 4–0   | 6–0     | تصفيات بطولة أمم أوروبا 2012   |
| 7  | 16 أكتوبر 2012 | ملعب فيسنتي كالديرون، مدريد، إسبانيا      | فرنسا      | 1–0   | 1–1     | تصفيات كأس العالم 2014         |
| 8  | 14 نوفمبر 2012 | ملعب روميل فيرنانديز، بنما سيتي، بنما     | بنما       | 4–0   | 5–1     | ودية                           |
| 9  | 22 مارس 2013   | إل مولينون، خيخون، إسبانيا                | فنلندا     | 1–0   | 1–1     | تصفيات كأس العالم 2014         |
| 10 | 8 سبتمبر 2014  | ملعب سيوداد دي فالنسيا، بلنسية، إسبانيا   | مقدونيا    | 1–0   | 5–1     | تصفيات بطولة أمم أوروبا 2016   |
| 11 | 5 سبتمبر 2017  | ملعب راين بارك، فادوتس، ليختنشتاين        | ليختنشتاين | 1–0   | 8–0     | تصفيات كأس العالم 2018         |
| 12 | 14 نوفمبر 2017 | ملعب كريستوفسكي، سانت بطرسبرغ، روسيا      | روسيا      | 2–0   | 3–3     | ودية                           |
| 13 | 14 نوفمبر 2017 | ملعب كريستوفسكي، سانت بطرسبرغ، روسيا      | روسيا      | 3–3   | 3–3     | ودية                           |
| 14 | 11 سبتمبر 2018 | ملعب مانويل مارتينيز فاليرو، إلش، إسبانيا | كرواتيا    | 5–0   | 6–0     | دوري الأمم الأوروبية 2018–19 أ |
| 15 | 11 أكتوبر 2018 | ملعب مانويل مارتينيز فاليرو، إلش، إسبانيا | ويلز       | 2–0   | 4–1     | ودية                           |
| 16 | 15 أكتوبر 2018 | ملعب بينيتو فيامارين، إشبيلية، إسبانيا    | إنجلترا    | 2–3   | 2–3     | دوري الأمم الأوروبية 2018–19 أ |
| 17 | 15 نوفمبر 2018 | ملعب ماكسيمير، زغرب، كرواتيا              | كرواتيا    | 2–2   | 2–3     | دوري الأمم الأوروبية 2018–19 أ |
| 18 | 23 مارس 2019   | ملعب ميستايا، بلنسية، إسبانيا             | النرويج    | 2–1   | 2–1     | تصفيات بطولة أمم أوروبا 2020   |
| 19 | 7 يونيو 2019   | ملعب تورسفولور، توشهافن، جزر فارو         | جزر فارو   | 1–0   | 5–1     | تصفيات بطولة أمم أوروبا 2020   |
| 20 | 10 يونيو 2019  | ملعب سانتياغو برنابيو، مدريد، إسبانيا     | السويد     | 1–0   | 3–0     | تصفيات بطولة أمم أوروبا 2020   |
| 21 | 5 سبتمبر 2019  | الملعب الوطني، بوخارست، رومانيا           | رومانيا    | 1–0   | 2–1     | تصفيات بطولة أمم أوروبا 2020   |
| 22 | 6 سبتمبر 2020  | ملعب ألفريدو دي ستيفانو، مدريد، إسبانيا   | أوكرانيا   | 1–0   | 4–0     | دوري الأمم الأوروبية 2020–21 أ |
| 23 | 6 سبتمبر 2020  | ملعب ألفريدو دي ستيفانو، مدريد، إسبانيا   | أوكرانيا   | 2–0   | 4–0     | دوري الأمم الأوروبية 2020–21 أ |

## الإنجازات
ريال مدريد
- الدوري الإسباني: 2006–07،[243] 2007–08،[244] 2011–12،[245] 2016–17،[246] 2019–20[247]
- كأس السوبر الإسباني: 2008،[248] 2012،[249] 2017[250] 2019–20[251]
- كأس ملك إسبانيا:2010–11،[252] 2013–14[253]
- دوري أبطال أوروبا: 2013–14،[254] 2015–16،[255] 2016–17،[256] 2017–18[257]
- كأس السوبر الأوروبي: 2014،[258] 2016،[259] 2017[260]
- كأس العالم للأندية: 2014،[261] 2016،[262] 2017[263] 2018[264]

 باريس سان جيرمان
- الدوري الفرنسي: 2021–22،[265] 2022–23
- كأس الأبطال الفرنسي: 2022

 إسبانيا
- كأس العالم: 2010[266]
- بطولة أمم أوروبا: 2008، 2012[267]
- كأس القارات: الوصيف 2013، المركز الثالث 2009

 إسبانيا تحت 19 سنة
- بطولة أمم أوروبا تحت 19 سنة: 2004 [الإنجليزية]

الفردية
- أفضل لاعب صاعد في الدوري الاسباني: 2005
- فيفبرو: 2008، 2011، 2012، 2013، 2014، 2015، 2016، 2017، 2018،[269] 2019،[270] 2020[271][272]
- جائزة اليويفا لأفضل فريق: 2008، 2012، 2013، 2014، 2015، 2016، 2017،[273] 2018،[274] 2020[275]
- كأس العالم فريق الأحلام: 2010
- الدوري الاسباني أفضل مدافع: 2011–12، 2012–13، 2013–14، 2014–15،[276][277] 2016–17
- بطولة أمم أوروبا فريق البطولة: 2012
- كأس القارات فريق الأحلام: 2013
- دوري أبطال أوروبا فريق الموسم: 2013–14، 2015–16،[278] 2016–17، 2017–18[279]
- كأس العالم للأندية الكرة الذهبية: 2014[280]
- كأس العالم للأندية الهدّاف: 2014
- جائزة اليويفا لأفضل فريق: 2015[281]
- الدوري الاسباني فريق الموسم: 2015–16
- فريق الموسم للدوري الإسباني من قبل الويفا: 2016–17،[282] 2019–20[283]
- فريق العام من وسائل الإعلام الرياضية الأوروبية: 2007–08، 2011–12، 2016–17[284]
- أفضل مدافع في أوروبا: 2017،[285] 2018[286]
- فريق العام من الاتحاد الدولي لتاريخ وإحصاءات كرة القدم (2): 2017،[287] 2018،[288] 2019،[289] 2020[290]
- فريق للعالم من الاتحاد الدولي لتاريخ وإحصاءات كرة القدم: 2017،[291] 2018،[292] 2019، 2020
- فريق العقد للعالم من الاتحاد الدولي لتاريخ وإحصاءات كرة القدم: 2011–2020[293]
- فريق العقد لليويفا من الاتحاد الدولي لتاريخ وإحصاءات كرة القدم: 2011–2020[294]
- أفضل لاعب في العالم في العقد من الاتحاد الدولي لتاريخ وإحصاءات كرة القدم: المركز الخامس[295]
- أفضل لاعب في أوروبا في العقد من الاتحاد الدولي لتاريخ وإحصاءات كرة القدم: المركز الثاني
- المدافع الأعلى نقاط في العقد من الاتحاد الدولي لتاريخ وإحصاءات كرة القدم: 2011–2020[296]
- المدافع الأعلى نقاط في القرن الواحد والعشرون من الاتحاد الدولي لتاريخ وإحصاءات كرة القدم 2001–2020[297]
- مؤشر أداء كاسترول: الفائز بمؤشر كاسترول في كأس العالم 2010[298]
- مؤشر أداء كاسترول: الفائز بمؤشر كاسترول في بطولة أمم أوروبا 2012[299]
- إي أيه سبورتس فيفا فريق العام: 2016،[300] 2017،[301] 2018،[302] 2020[303]
- جائزة لويس أراغونيس: 2016[304]
- فريق الأحلام لجائزة الكرة الذهبية (البرونزية): 2020[305]
- فريق العام من ليكيب: 2020[306]
- فريق العام من ليكيب (بتصويت الجماهير): 2020[306]
- الأساطير الـ11 من صحيفة آس: 2021[307]
- جوائز جلوب سوكر "أفضل مدافع في كل العصور"[308]

## وصلات خارجية
- ريال مدريد – الملف الشخصي الرسمي
- سيرخيو راموس على موقع الاتحاد الدولي (مؤرشف)  (الإنجليزية)
- سيرخيو راموس على موقع الاتحاد الأوربي (الإنجليزية)
- سيرخيو راموس على موقع إي إس بي إن إف سي (الإنجليزية)
- سيرخيو راموس على موقع قاعدة بيانات كرة القدم.إي يو (الإنجليزية)
- سيرخيو راموس على موقع بيانات كرة القدم. دي إي (الألمانية)
- سيرخيو راموس على موقع ليكيب (الفرنسية)
- سيرخيو راموس على موقع ناشيونال فوتبول تيمز (الإنجليزية)
- سيرخيو راموس على موقع Soccerbase.com (لاعب) (الإنجليزية)
- سيرخيو راموس على موقع Soccerway.com (الإنجليزية)
- سيرخيو راموس على موقع عالم كرة القدم.نت (الإنجليزية)
- بيانات الفريق الوطني على BDFutbol
- One–Versus–One
- الموقع الرسمي
 (بالإسبانية)